# Gorna Malina
Gorna Malina (bulgariska: Горна Малина) är en ort i Bulgarien.   Den ligger i kommunen Obsjtina Gorna Malina och regionen Sofijska oblast, i den västra delen av landet, 30 km öster om huvudstaden Sofia. Gorna Malina ligger 647 meter över havet och antalet invånare är 1 501.
Terrängen runt Gorna Malina är kuperad åt nordost, men åt sydväst är den platt. Närmaste större samhälle är Elin Pelin, 8,4 km väster om Gorna Malina.
Trakten runt Gorna Malina består till största delen av jordbruksmark. Runt Gorna Malina är det ganska glesbefolkat, med 28 invånare per kvadratkilometer.